# Loretta Álvarez
Loretta Lucero Álvarez (cerca de Nogales, antes de 1892 - Tucson, 30 de diciembre de 1996) fue una partera de la etnia pascua yaqui, que trabajó entre los años veinte hasta los setenta en Tucson (Arizona).
La sala de partos del hospital Kino Community (en Tucson) lleva su nombre.

## Vida personal
Loretta Lucero nació antes de 1892 cerca de la aldea de Nogales, en el norte de México, a pocos kilómetros de la frontera con Arizona. Nunca asistió a una escuela.
Viviendo en Nogales (una pequeña localidad en la frontera con Estados Unidos) se casó con Luis Álvarez, un trabajador ferroviario mexicano, y ―como otros miles de personas de la etnia yaqui durante la larga dictadura de Porfirio Díaz (entre 1877 y 1911)― cruzó la frontera para mudarse a Nogales (la aldea contigua a su homónima mexicana). Tras la Primera Guerra Mundial (1914-1918) ambos se mudaron a Tucson (110 km al norte), donde criaron a sus 14 hijos.
Ofrecía sus servicios a las mujeres de diferentes grupos étnicos, así como de su propia comunidad pascua yaqui.
Hablaba tanto yaqui como español.
Su familia y los lugareños la apodaban Mama (posteriormente le decían Nana).
En su trabajo de comadrona, en caso de un parto de nalgas utilizaba hierbas y masaje prenatal. Como pago por su trabajo aceptaba verduras y alimentos.
Se desempeñó como partera hasta los 80 años de edad. Murió a los 104 años, y atribuía su larga vida a la gracia de Dios (era católica).
Tuvo 14 hijos propios ―de los que solo le sobrevivió uno, Pedro Álvarez―, varios hijos adoptivos, 27 nietos, 70 bisnietos y 45 tataranietos.

## Legado
En agosto de 1994, en presencia de la Sra. Loretta Lucero de Álvarez (en silla de ruedas), la sala de partos del hospital Kino Community (en Tucson) fue nombrada en su honor.